# Menticirrhus americanus
Menticirrhus americanus és una espècie de peix de la família dels esciènids i de l'ordre dels perciformes.

## Morfologia
- Els mascles poden assolir 50 cm de longitud total i 1.070 g de pes.[2][3][4]

## Depredadors
Al Brasil és depredat per Carcharhinus porosus.

## Hàbitat
És un peix de clima subtropical (41°N-51°S) i demersal que viu fins als 40 m de fondària.

## Distribució geogràfica
Es troba a l'oceà Atlàntic occidental: des de Nova York fins a Texas i des de la Badia de Campeche fins a Buenos Aires. És absent del sud de Florida i de les Antilles.

## Observacions
És inofensiu per als humans.